# باولو ألباراسين
باولو ألباراسين (بالإسبانية: Paulo Albarracín)‏ هو لاعب كرة قدم بيروفي في مركز الوسط، ولد في 30 نوفمبر 1989 في كاياو في بيرو. شارك مع منتخب بيرو لكرة القدم. أما مع النوادي، فقد لعب مع أليانزا ليما وسبورت بويز ونادي بودابست هونفيد.

## وصلات خارجية
- باولو ألباراسين على موقع قاعدة بيانات كرة القدم.إي يو (الإنجليزية)
- باولو ألباراسين على موقع ناشيونال فوتبول تيمز (الإنجليزية)
- باولو ألباراسين على موقع Soccerway.com (الإنجليزية)
- باولو ألباراسين على موقع AS.com (الإسبانية)